# Caligo atlas
Caligo atlas är en fjärilsart som beskrevs av Johannes Karl Max Röber 1904. Caligo atlas ingår i släktet Caligo och familjen praktfjärilar. Inga underarter finns listade i Catalogue of Life.